# Nikesh Singh Sidhu
Nikesh Singh Sidhu (* 24. Februar 1999 in Singapur) ist ein singapurischer Fußballspieler.

## Karriere
Nikesh Singh Sidhu erlernte das Fußballspielen in den Jugendmannschaften von Home United und Hougang United. Bei Hougang unterschrieb er 2019 seinen ersten Profivertrag. Der Verein spielte in der ersten singapurischen Liga, der Singapore Premier League. Sein Erstligadebüt gab er am 20. April 2019 im Spiel gegen Geylang International. Hier wurde er in der 56. Minute für Fabian Kwok ausgewechselt.